# Israel Zangwill
Pour les articles homonymes, voir Zangwill.

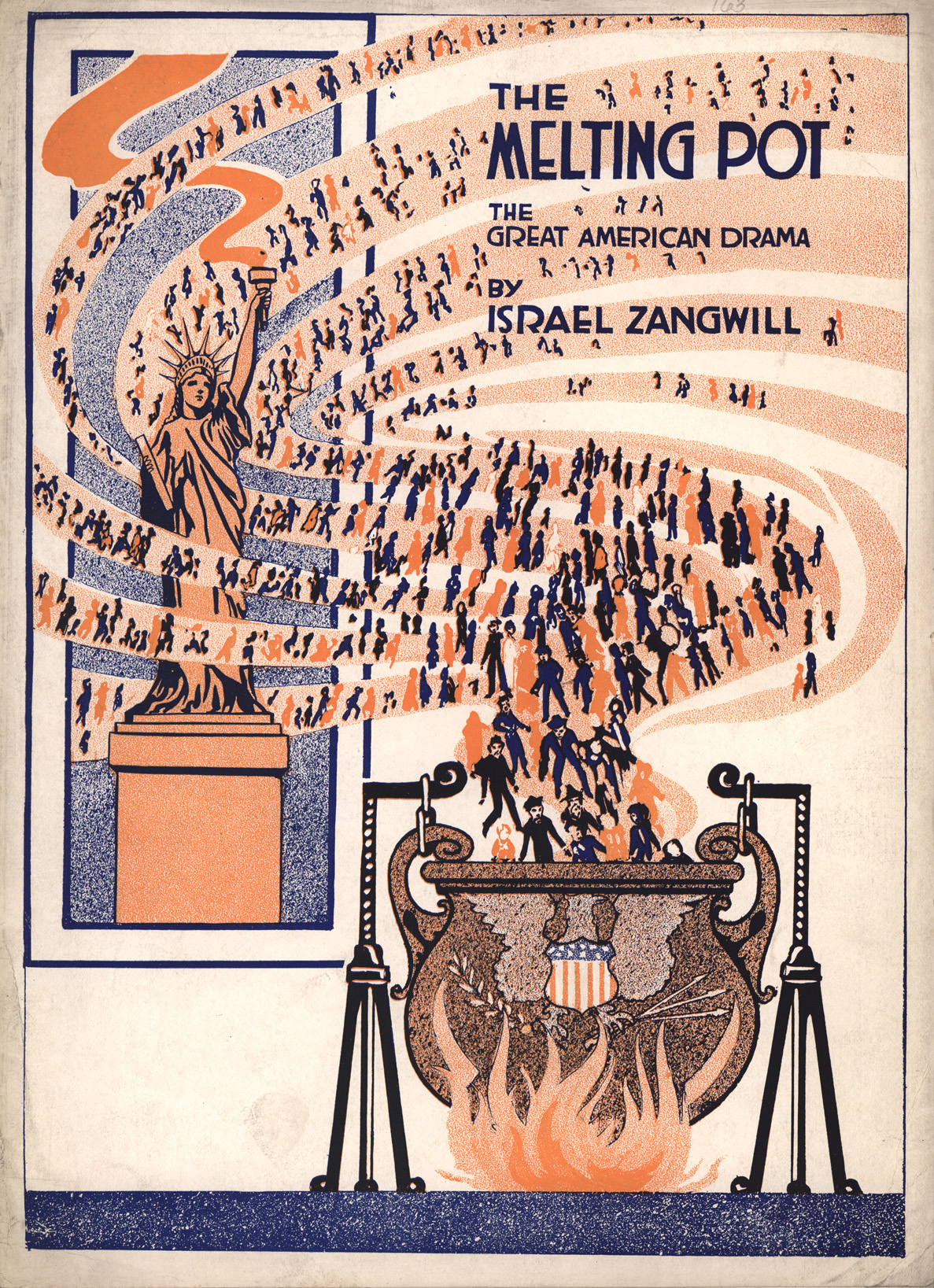
Programme du Melting Pot (1916).

Israel Zangwill, né à Londres le 21 janvier 1864 et mort à Midhurst (Sussex de l'Ouest) le 1er août 1926, est un écrivain britannique, romancier, essayiste, dramaturge, journaliste et théoricien du sionisme. Membre de l'Organisation sioniste mondiale, il la quitte en 1905 et fonde l'Organisation juive territorialiste, qui entend créer un État juif en dehors de la Palestine.

## Biographie
Israel Zangwill naît dans une famille de Juifs russes émigrés. Après avoir exercé la profession d'instituteur, il fonde un journal humoristique, Ariel, qu'il dirige pendant plusieurs années. En même temps, il publie ses premiers livres, dont son unique « polar » : Le Mystère de Big Bow (1892 ; The Big Bow Mystery), considéré comme le premier roman policier « en chambre close ». En 1928, l'ouvrage est adapté au cinéma sous le titre de Perfect Crime. Il s'agit de l'un des premiers films parlants.
En 1894, paraît Le Roi des Schnorrers, bref roman qui est devenu l'un des classiques de l'humour juif.
Avec Les Enfants du Ghetto, qui met en scène la communauté juive des quartiers est de Londres, Zangwill connaît un succès exceptionnel. Ce roman atteint de tels records de vente qu'on le qualifie de « best-seller » : le mot restera. Cette œuvre et les suivantes, romans, récits et nouvelles, lui valent le surnom de « Dickens juif » et le placent parmi les écrivains britanniques les plus importants de son époque. Après avoir adapté Les Enfants du ghetto pour le théâtre, il fait jouer à New York ses principales pièces, dont The Melting Pot (Le Creuset), métaphore qui désigne la société américaine ; l'expression « melting pot » est passée à la postérité dans de nombreux pays.
Parallèlement, Zangwill s'interroge sur la montée des périls qui menacent la communauté juive dans l'Europe des années 1880 et 1890 : les pogroms de Russie et de Pologne, les émeutes antisémites de Londres lors des crimes de Jack l'Éventreur, l'affaire Dreyfus en France. Il est l'un des premiers à militer pour la création d'un Foyer national juif. C'est à ce titre que Theodor Herzl va le voir à Londres en prononçant cette phrase demeurée historique :  « Aidez-moi à fonder l'État juif ».  
La phrase « la Palestine est une terre sans peuple pour un peuple sans terre » est attribuée parfois  à Herzl et souvent à Zangwill. Elle est due cependant à Alexander Keith, un membre du clergé d'Ecosse, auteur d’un ouvrage publié en 1843 et intitulé The Land of Israel According to the Covenant with Abraham, with Isaac, and with Jacob [La terre d’Israël selon l’alliance avec Abraham, Isaac etJacob].  Quelques années plus tard, Zangwill avait pris conscience de la densité de la population arabe déclarant à un auditoire de New York: « La Palestine elle-même a déjà ses habitants ».
Des dissensions de plus en plus nettes apparaissent cependant entre les deux courants représentés par Herzl et Zangwill, et cela entre le premier congrès de Bâle et le septième, celui de 1905. Le sionisme proprement dit s'oppose au territorialisme. En d'autres termes, les deux mouvements ne s'accordent pas sur le choix de la Palestine en tant que lieu d'établissement d'un « foyer national juif ». Le sionisme de Herzl l'emporte, consacré quelques années plus tard par la déclaration Balfour de 1917. Avec le déclin de l'option territorialiste, Zangwill s'éloigne de la politique tout en consacrant son énergie à défendre l'émancipation des femmes.
Israel Zangwill épouse Edith Ayrton, fille du physicien William Edward Ayrton (1847-1908) et de sa première épouse, Matilda Chaplin Ayrton. Le couple a trois enfants, leur fils, Oliver Zangwill (1913-1987), fut un psychologue célèbre. Louis Zangwill, le frère cadet d'Israel, est un écrivain et un joueur d'échecs réputé.
En France, les premières œuvres de Zangwill sont traduites grâce à Charles Péguy et à André Spire.

## Œuvres traduites en français

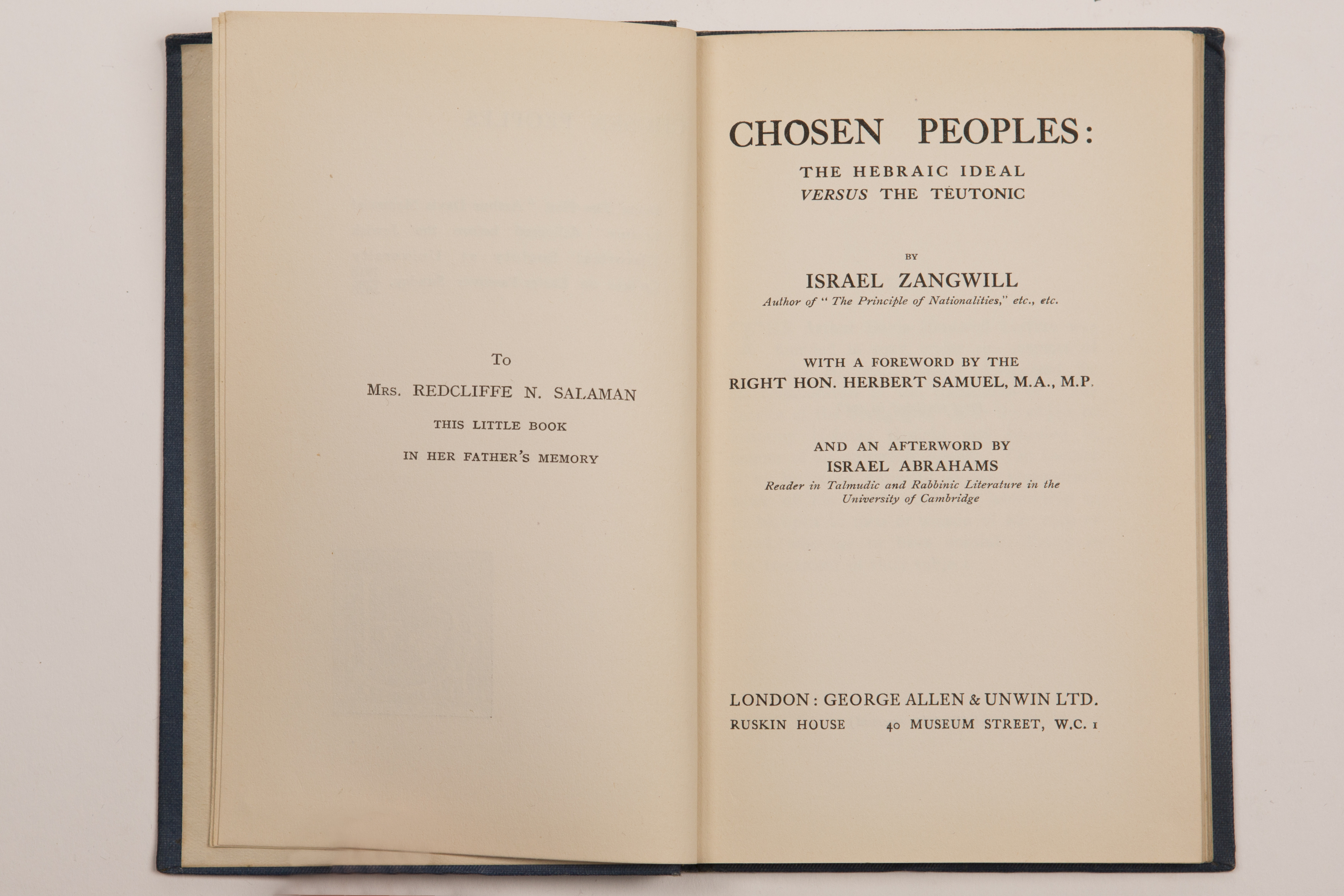
Chosen Peoples: Publication d'une conférence d'Israël Zangwill à la Jewish Historical Society de Londres, 1918, dans la collection du Musée juif de Suisse.

- Chosen Peoples: Publication d'une conférence d'Israël Zangwill à la Jewish Historical Society de Londres, 1918, dans la collection du Musée juif de Suisse. Le Mystère de Big Bow (1892 - The Big Bow Mystery),
- Enfants du Ghetto, Les Belles Lettres, Paris 2012, traduction nouvelle de M.-B. Spire.
- Le Roi des Schnorrers, éditions Autrement, 1994, réédition 2012
- Rêveurs du Ghetto, 2 vol., éditions Complexe, 2000
- Les Comédies du Ghetto, 10/18, 1984
- Had Gadya, Fata Morgana, 1997
- Nouvelles comédies du Ghetto, éditions Rieder, 1930
- Les Tragédies du Ghetto, éditions Hazan, 1928
- La Voix de Jérusalem, éditions Rieder, 1926 ; rééd. traduit par Andrée Jouve, éditions Allia, Paris, 2021 (ISBN 979-10-304-1586-5)
- Les Affranchis du Ghetto, Crès & cie, 1923
- Fantaisies italiennes, Crès & cie, 1924
- Ce n'est que Mary Ann, Crès & cie, 1919
- Le Principe des nationalités, Didier, 1918